# Mk 19自動榴彈發射器
Mk 19自動榴彈發射器（Mk 19 Automatic Grenade Launcher）是美軍在越戰時開始裝備至今的一種40毫米口徑彈鏈供彈的全自動榴彈發射器，由美國海軍兵工站所開發，通用動力及薩科（Saco）防務生產。

## 設計及歷史
Mk 19發射40毫米榴彈，理論射速為每分鐘達375至400發，實際射速約每分鐘40（持續射擊）至60發（短暫連射），採用後座作用原理運作，即在扣動板機後，榴彈會被送上槍管後端的膛室，槍機也隨之前進，但在槍機完全前進到達定位前，便會擊發，而榴彈發射後的反衝力量，有一部分會被槍機前進的力量抵消。機械瞄準標尺上限為1500米（點目標），最大射程達2200米。Mk 19所發射的彈藥最小引爆距離為75米，其消焰器有效散去發射時噴出的煙霧以避免敵人發現，夜間作戰時機匣頂部可安裝皮卡汀尼導軌，選配AN/TVS-5夜視鏡或熱影像儀等夜視機材。
Mk 19可由兩人以上的步兵攜帶，亦可安裝在車輛上，其常用彈藥為M430多用途高爆彈，一盒32發彈藥重20公斤、48發重30公斤，具有5米致死範圍及15米的傷害範圍，對付步兵尤其有效，亦可在直射時（0度）擊穿2寸厚的軋壓均質裝甲，因此Mk 19在一定範圍可對抗裝甲運兵車，甚至是步兵戰車。Mk 19的可靠性、對軟性目標的壓制力令它成為了美軍各種載具的重要選配武器，如悍馬、兩棲突擊載具（AAV）、史崔克裝甲車、軍用吉普車、全地型車輛、突擊快艇、巡邏艇、直升機及大型船艦上。
Mk 19的出現成功取代了Mk 18自動榴彈發射器，但其40×53毫米彈藥無法與M203的40×46毫米彈藥互換，40×46毫米彈藥為低初速榴彈，火力比40×53毫米彈藥較低。

## 用戶
Mk 19原為在越戰中美國海軍巡邏艇上的武器之一，可藉由壓倒性的火力牽制敵人的行動，其後美國陸軍亦有裝備並作出改良。其他使用國包括以色列國防軍（名為Maklar）、瑞典軍隊（名為Grsp）、中華民國國軍（外購與自製同時配發，自製型號為T91，又稱40公釐榴彈機槍，曾因設計是否有仿製與美國原廠有官司糾紛，官司結果不明）、澳洲軍隊、波蘭軍隊等。美軍在2006年開始測試具有火控系統的新一代全自動榴彈發射器，名為Mk 47。

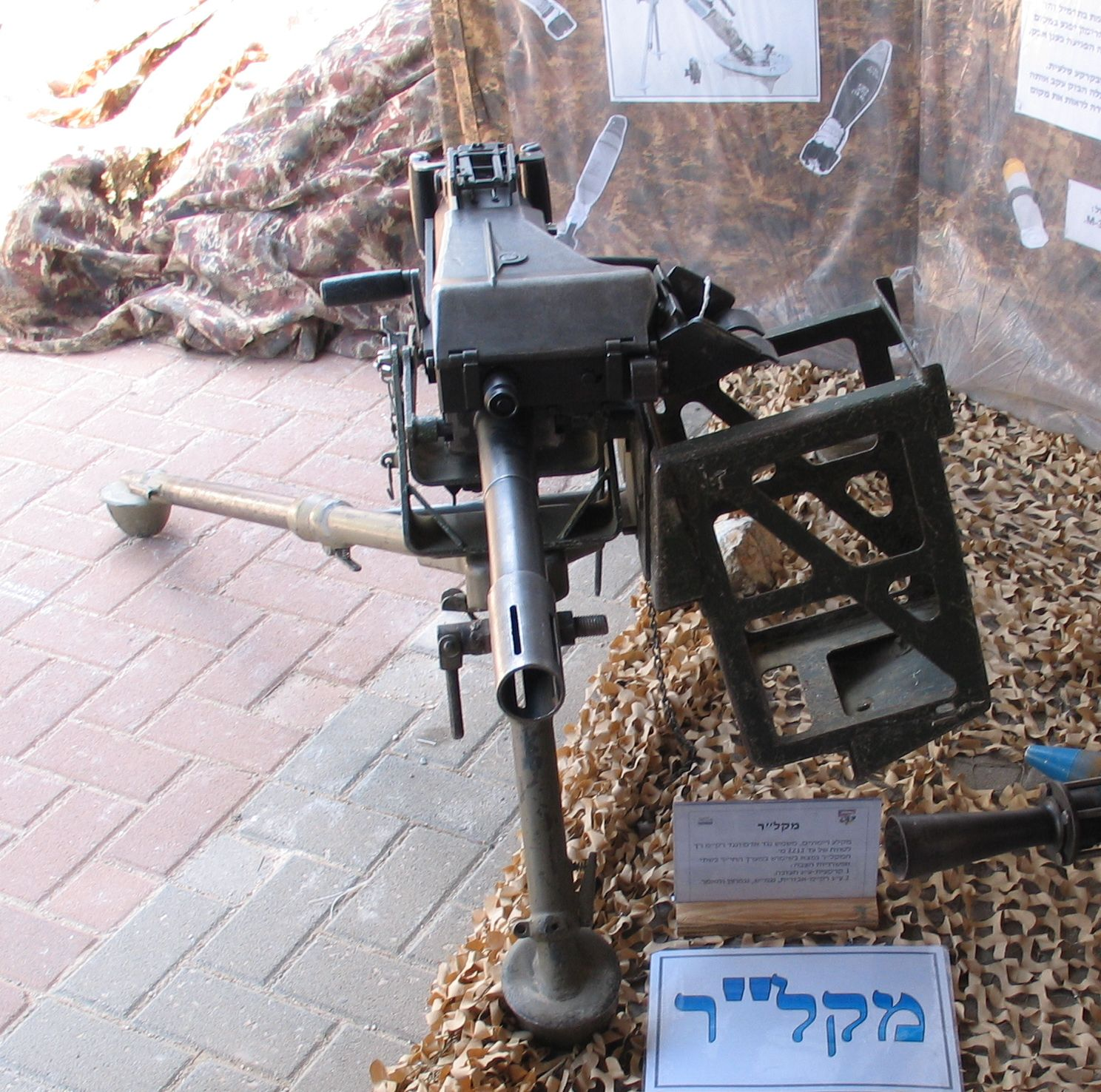
以色列國防軍的Mk 19（Maklar）。
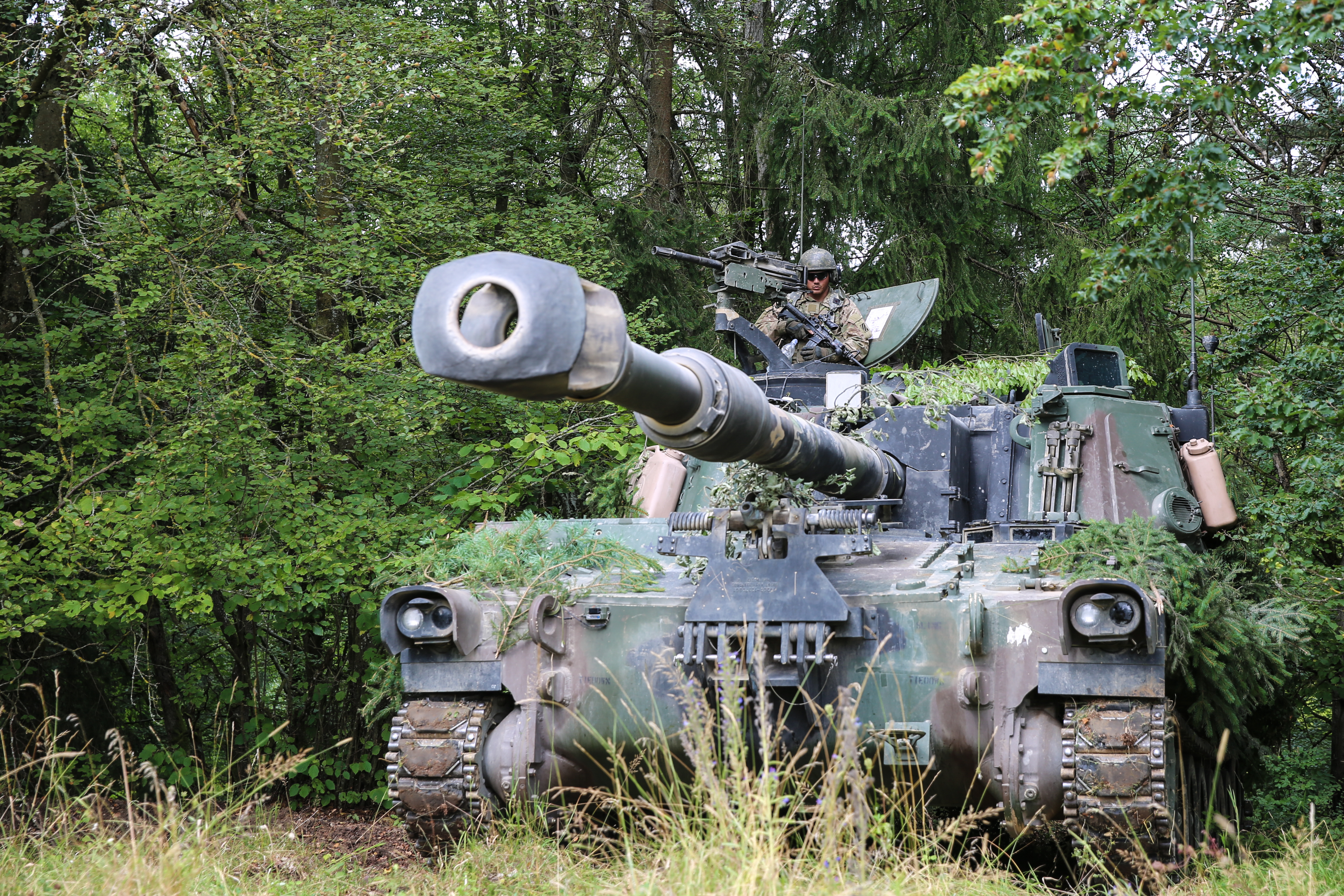
搭載於美國陸軍M109自走砲的Mk 19。
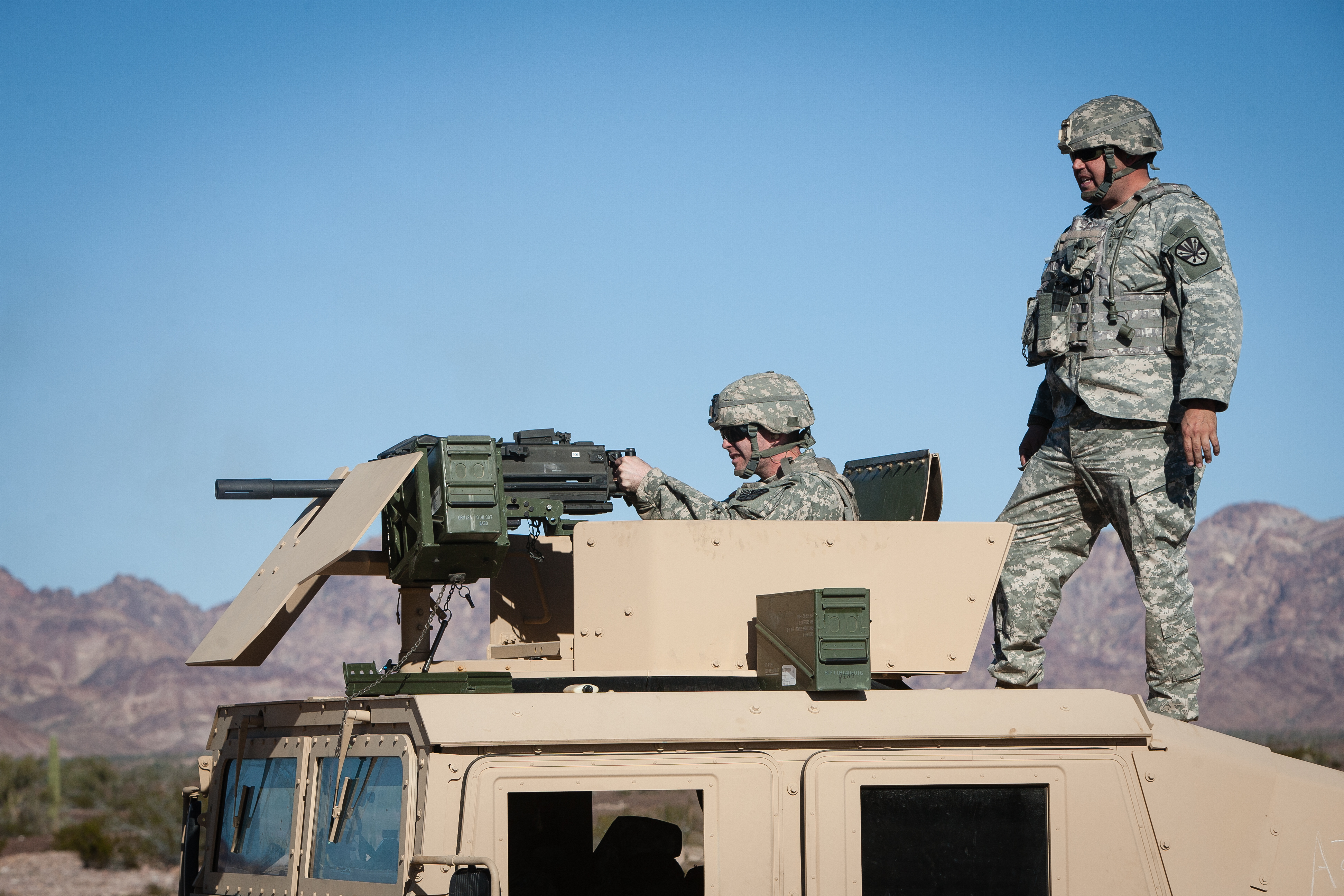
搭載於美國陸軍悍馬的Mk 19。
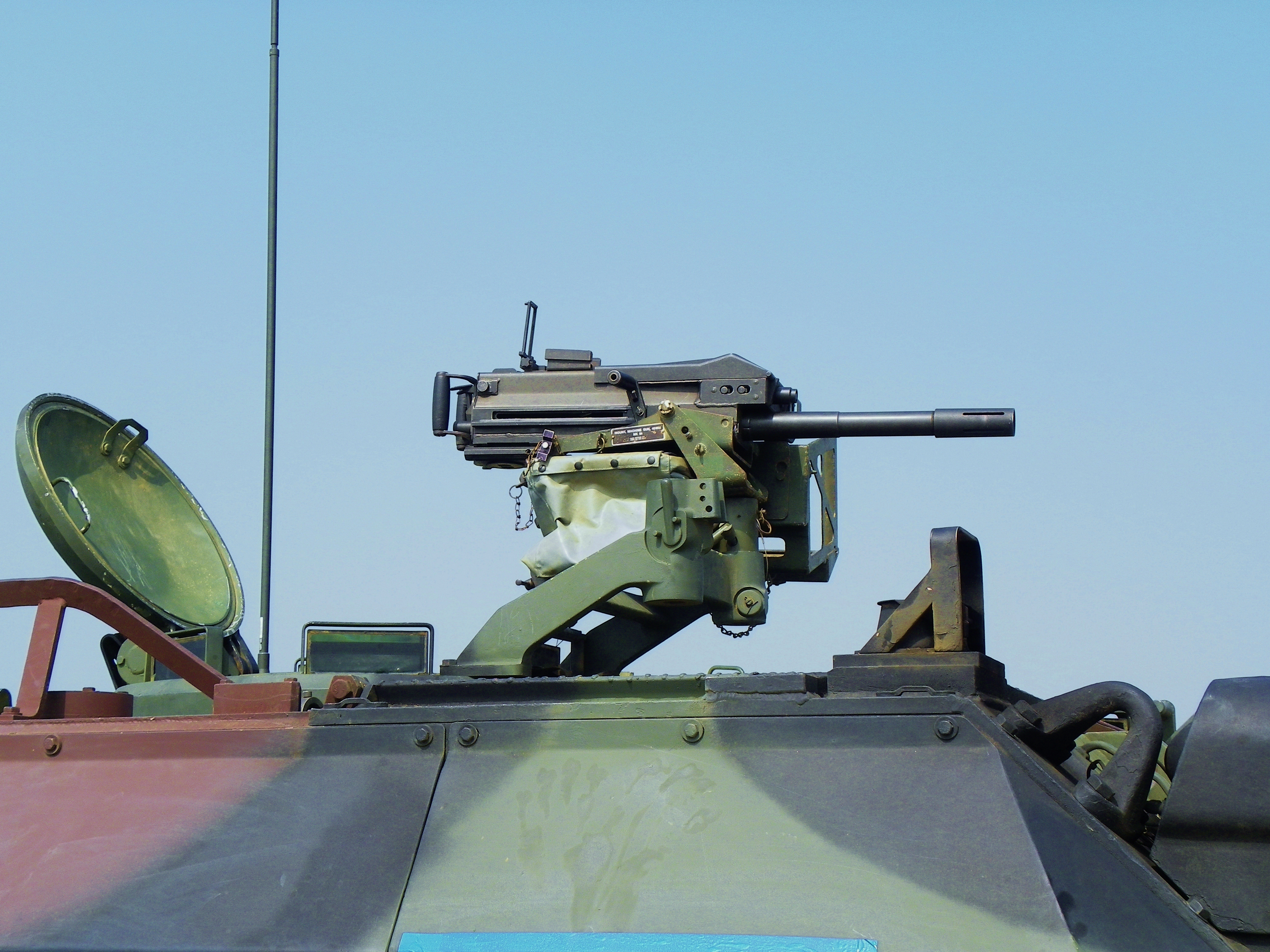
搭載於中華民國陸軍CM-21A1裝甲車的Mk 19。
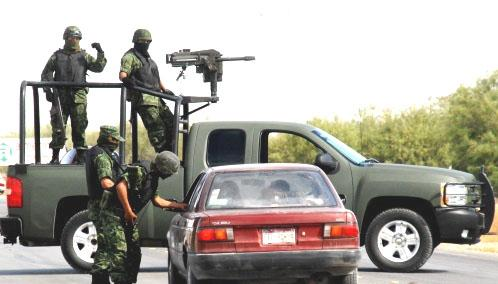
墨西哥士兵於墨西哥毒品戰爭中在檢查站執勤，搭載於墨西哥海軍陸戰隊皮卡車的Mk 19。
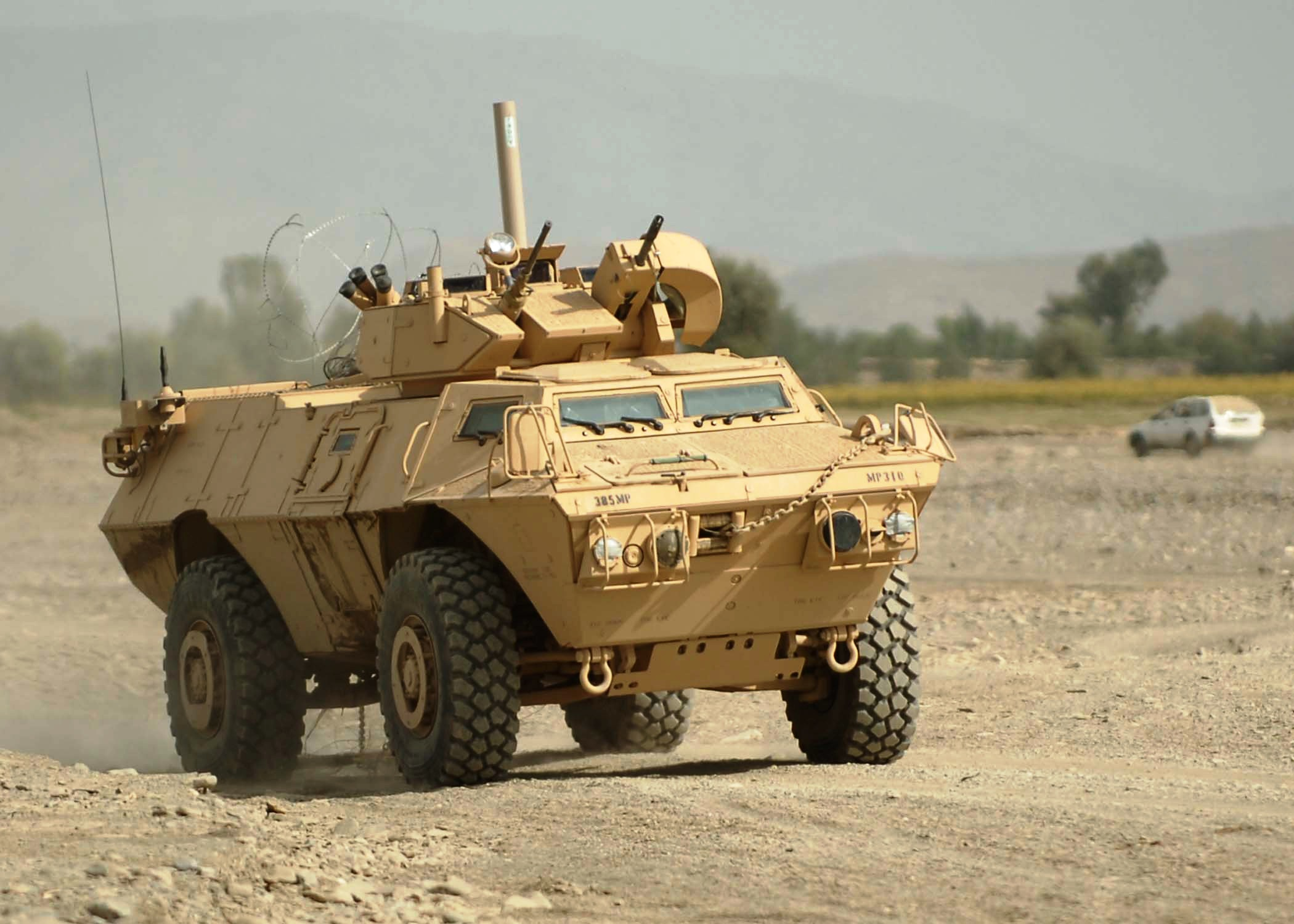
Mk 19搭載於美國陸軍M1117守護者裝甲車槍塔內。
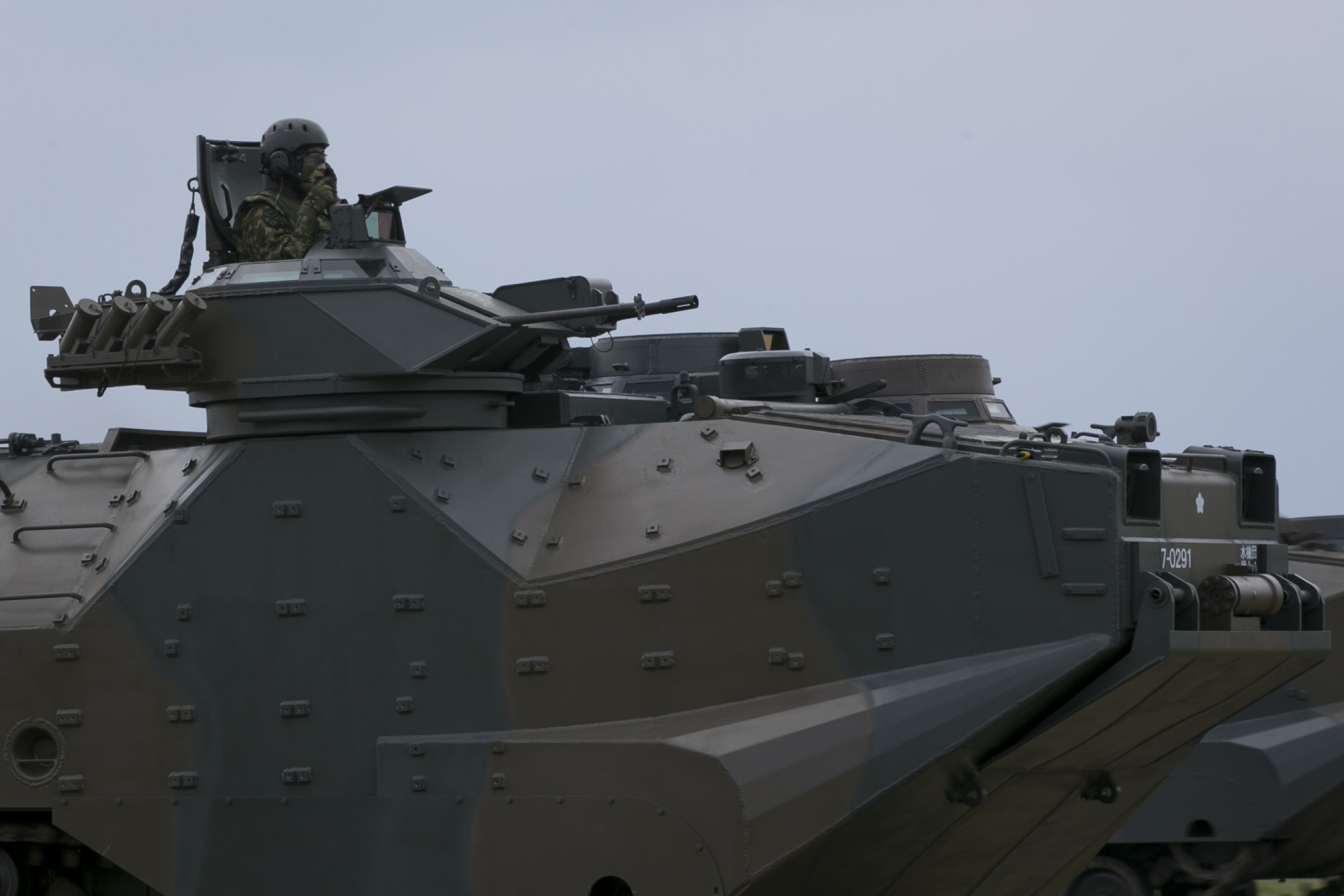
Mk 19搭載於日本陸上自衛隊AAV-7兩棲突擊車槍塔內。
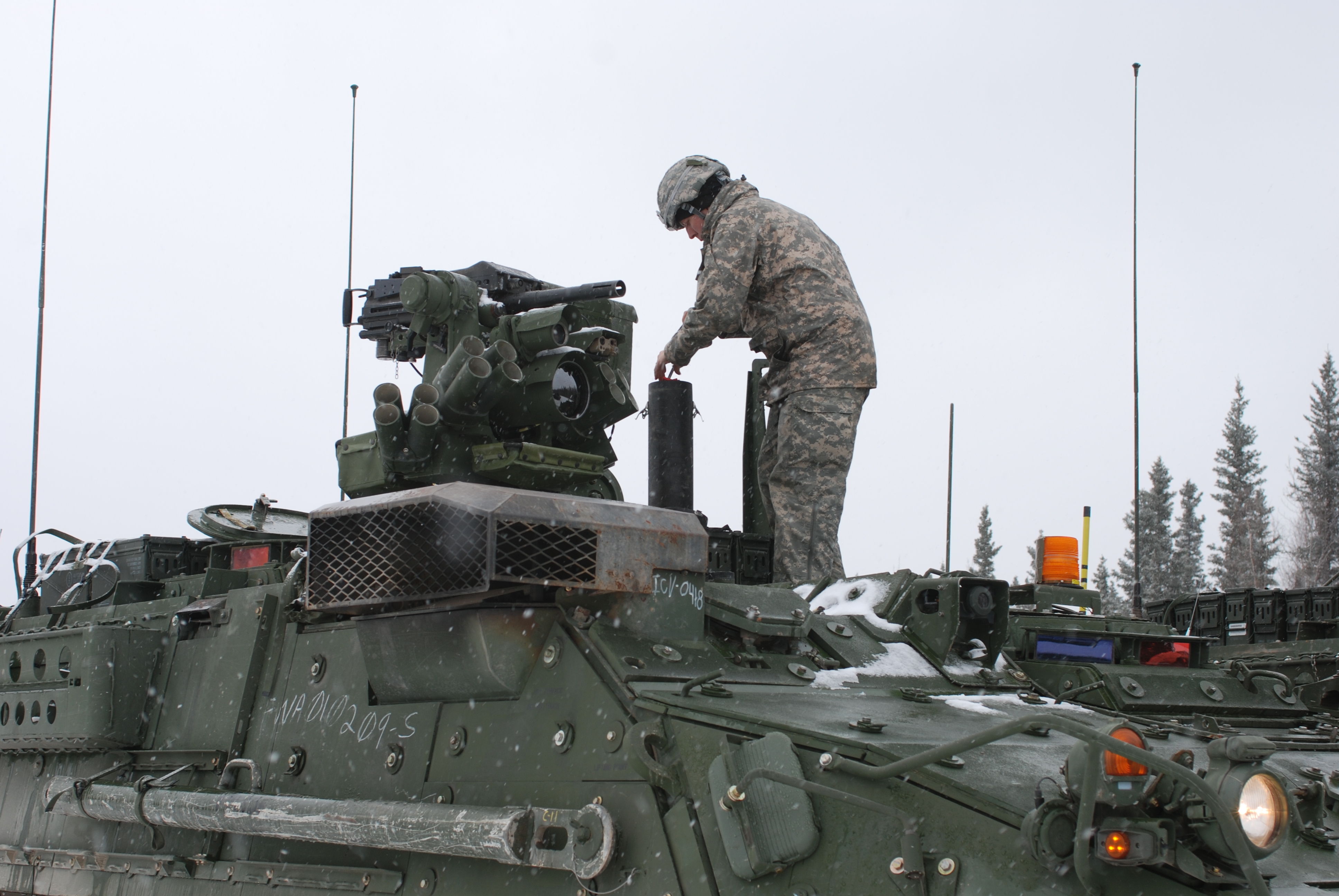
Mk 19搭載於美國陸軍史崔克裝甲車防禦者M151遙控武器站。
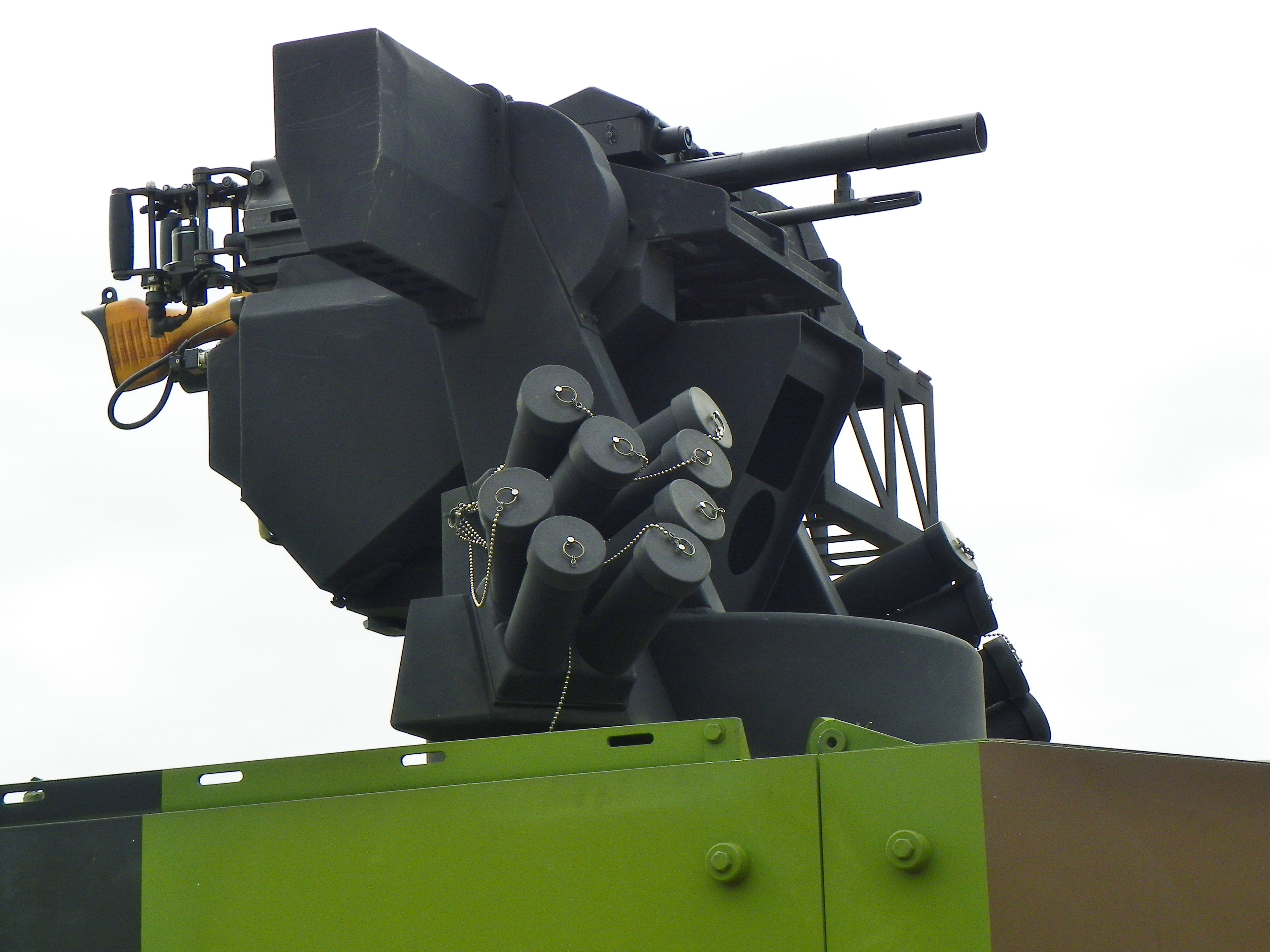
Mk 19搭載於中華民國陸軍雲豹裝甲車TS-96遙控槍塔。

## 使用國
- 阿富汗伊斯兰共和国
- 阿富汗伊斯蘭酋長國
- 阿根廷
- 阿尔巴尼亚
- 巴西
- 保加利亚
- 加拿大
- 智利
- 哥伦比亚
- 埃及
- 希腊
- 匈牙利
- 伊朗
- 伊拉克
- 愛爾蘭
- 以色列
- 日本
- 约旦
- 黎巴嫩
- 利比亞
- 马来西亚
- 墨西哥
- 巴基斯坦
- 波蘭
- 沙烏地阿拉伯
- 新加坡
- 斯洛伐克
- 西班牙
- 瑞典
- 中華民國：另外有改良自MK19 40mm自動榴彈機槍的國造T91 40mm自動榴彈機槍。
- 泰國
- 土耳其
- 乌克兰
- 英国
- 美国
- 委內瑞拉

## 彈藥

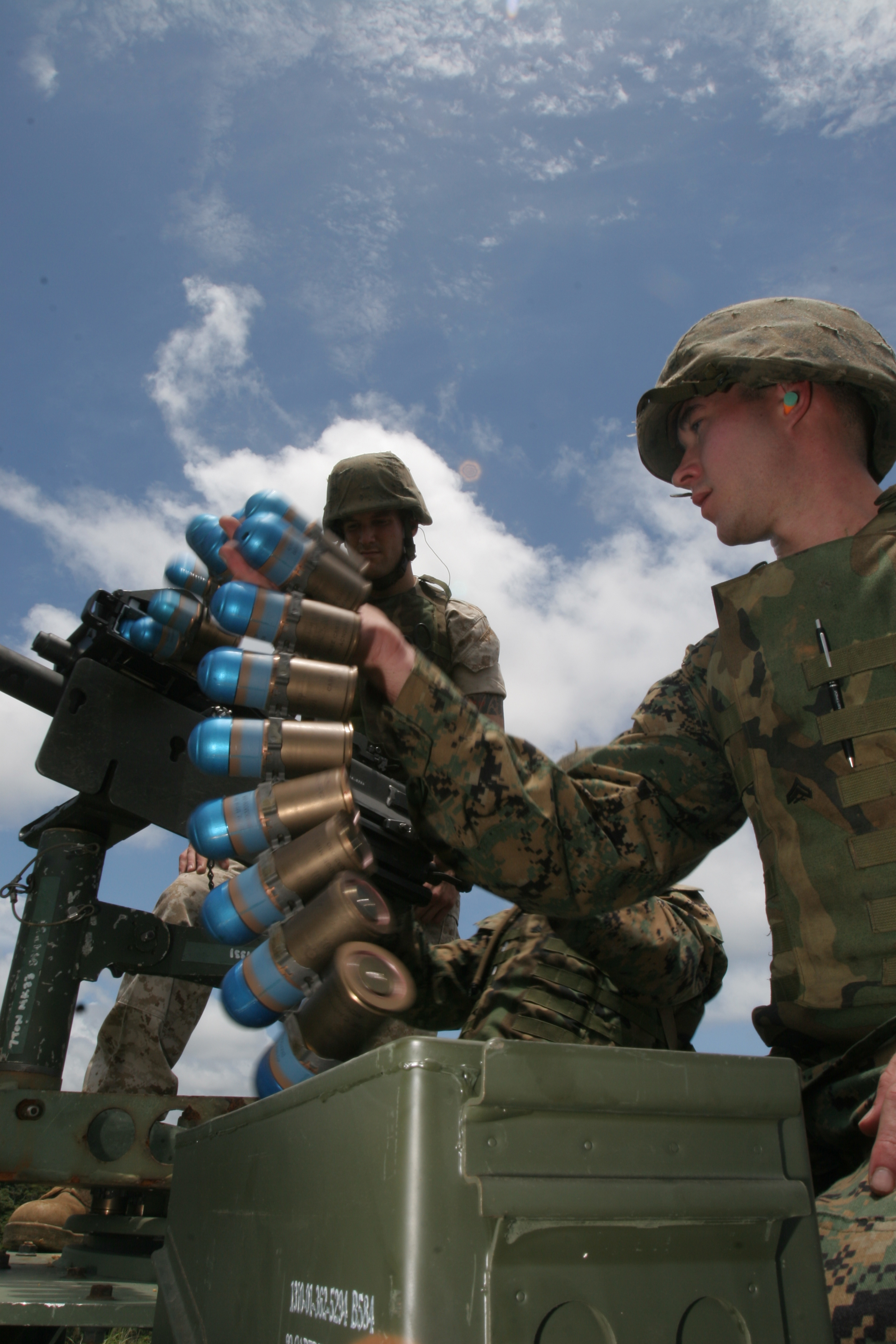
Mk 19的40毫米彈藥

- M430/M430A1/M431/TC90高爆雙效槍榴彈(HEDP)[5]
- M383/M384高爆槍榴彈(HE)[6]
- M385/M918訓練彈(Target Practice) [7]
- M922/M922A1空包彈[8]

## 外部連結
- （英文）—通用動力-Mk 19
- （英文）—Global Security-MK19 MOD 3 - Global Security （页面存档备份，存于）
- （英文）—40mm grenades - Global Security-40毫米榴彈 （页面存档备份，存于）
- （英文）—MK19介紹[]
- （英文）—M433 40mm Cartridge High-explosive dual purpose (HEDP) round specs （页面存档备份，存于）
- （英文）—Martin Electronics, Inc. Home Page - 40mm Ammunition
- （英文）—Modern Firearms—Mk.19 (Mark 19) automatic grenade launcher / grenade machine gun （页面存档备份，存于）
- （中文）—槍炮世界—Mk19自动榴弹发射器 （页面存档备份，存于）